# Дженунень
Дженунень, Дженунені (рум. Genuneni) — село у повіті Вилча в Румунії. Входить до складу комуни Фринчешть.
Село розташоване на відстані 170 км на північний захід від Бухареста, 22 км на захід від Римніку-Вилчі, 82 км на північ від Крайови, 136 км на південний захід від Брашова.

## Населення
За даними перепису населення 2002 року у селі проживали 511 осіб, з них 510 осіб (99,8%) румунів. Рідною мовою 510 осіб (99,8%) назвали румунську.